# Coppa dei Campioni 1966-1967 (pallamano maschile)
La Coppa dei Campioni 1966-1967 è stata l'8ª edizione della massima competizione europea di pallamano riservata alle squadre di club. Il torneo ha avuto inizio il 1º novembre 1966 e si è concluso il 28 aprile 1967. Il titolo è stato conquistato dai tedeschi del Gummersbach per la prima volta nella loro storia sconfiggendo in finale i cecoslovacchi della Dukla Praga.

## Risultati

### Primo turno
| Squadra 1  | Totale  | Squadra 2   | Andata  | Ritorno |
| ---------- | ------- | ----------- | ------- | ------- |
| Granollers | 40 - 46 | Fredensborg | 24 - 19 | 16 - 27 |
| Göta       | 35 - 58 | Gummersbach | 20 - 19 | 15 - 39 |
| Medveščak  | 37 - 16 | West-Wien   | 21 - 5  | 16 - 11 |
| Porto      | 27 - 47 | Ivry        | 19 - 22 | 8 - 25  |
| Schaerbeek | 20 - 46 | Sittardia   | 15 - 25 | 5 - 21  |

### Ottavi di finale
| Squadra 1       | Totale  | Squadra 2          | Andata  | Ritorno |
| --------------- | ------- | ------------------ | ------- | ------- |
| Cuncevo         | 53 - 31 | UK-51              | 30 - 17 | 23 - 14 |
| Dinamo Bucarest | 39 - 27 | Wybrzeże Gdańsk    | 23 - 13 | 16 - 14 |
| Dudelange       | 13 - 28 | Dukla Praga        | 13 - 28 | n.d.    |
| Fredensborg     | 30 - 33 | Medveščak          | 19 - 14 | 11 - 19 |
| Gummersbach     | 59 - 30 | Sittardia          | 30 - 10 | 29 - 20 |
| Honvéd          | 34 - 32 | Hafnarfjörður      | 20 - 13 | 14 - 19 |
| Ivry            | 30 - 40 | Odense             | 14 - 20 | 16 - 20 |
| Lipsia          | 47 - 23 | GC Amicitia Zurigo | 20 - 13 | 27 - 10 |

### Quarti di finale
| Squadra 1       | Totale  | Squadra 2   | Andata  | Ritorno |
| --------------- | ------- | ----------- | ------- | ------- |
| Cuncevo         | 36 - 32 | Honvéd      | 15- 13  | 21 - 19 |
| Dinamo Bucarest | 40 - 37 | Odense      | 24 - 16 | 16 - 21 |
| Dukla Praga     | 30 - 24 | Lipsia      | 21 - 10 | 9 - 14  |
| Medveščak       | 23 - 28 | Gummersbach | 13 - 9  | 10 - 19 |

### Semifinali
| Squadra 1   | Totale  | Squadra 2       | Andata  | Ritorno |
| ----------- | ------- | --------------- | ------- | ------- |
| Dukla Praga | 25 - 17 | Dinamo Bucarest | 10 - 7  | 15 - 15 |
| Gummersbach | 32 - 26 | Cuncevo         | 15 - 11 | 17 - 15 |

### Finale
| Dortmund 28 aprile 1967 | Dukla Praga | 13 – 17 | Gummersbach |  |